# Hodal
Hodal är en ort i Indien.   Den ligger i delstaten Haryana, i den norra delen av landet, 80 km söder om huvudstaden New Delhi. Hodal ligger 199 meter över havet och antalet invånare är 44 300.
Terrängen runt Hodal är mycket platt. Runt Hodal är det tätbefolkat, med 476 invånare per kvadratkilometer. Närmaste större samhälle är Kosi, 12,8 km sydost om Hodal. Trakten runt Hodal består till största delen av jordbruksmark.